# Черкасов, Василий Нилович
Василий Нилович Черкасов, 1-й (1878, Нижний Новгород — не ранее 1930) — русский и советский морской офицер, капитан 1-го ранга. Участник русско-японской и Первой мировой войн. Старший брат капитана 1-го ранга Черкасова Пётра Ниловича — героя боя с немецкой линейной эскадрой, командира канонерской лодки «Сивуч-II», кавалера ордена Святого Георгия IV степени (посмертно).

## Биография
Родился 17 апреля 1878 года[по какому календарю?] в Нижнем Новгороде в семье флотского офицера, капитана 1-го ранга Нила Васильевича Черкасова.
В 1897 году одиннадцатым по списку окончил Морской кадетский корпус, получив премию в 190 рублей имени вице-адмирала Нахимова; 15 сентября 1897 года был произведён в мичманы. С 1898 года служил на броненосце береговой обороны «Адмирал Ушаков», в 1898—1900 годах — на крейсере «Герцог Эдинбургский», в 1900 году — на крейсере «Минин». В 1901 году окончил Артиллерийский офицерский класс и получил назначение на эскадренный броненосец «Пересвет» в составе 1-й Тихоокеанской эскадры; 6 декабря 1901 был произведён в лейтенанты.
Участник русско-японской войны; был награждён золотой саблей с надписью «За храбрость» и орденами. В 1904 году — артиллерийский офицер 1-го разряда, артиллерийский офицер эскадренного броненосца «Севастополь», старший артиллерийский офицер эскадренного броненосца «Севастополь»; 10 апреля 1904 был переведён в прежней должности на эскадренный броненосец «Пересвет». Участник обороны Порт-Артура и боя в Жёлтом море. В январе 1905 года, отказавшись идти в японский плен, под честное слово неучастия в боевых действиях уехал в Нижегородскую губернию к отцу.
Июль 1905 года — назначен старшим артиллерийским офицером учебного судна «Рында». В 1906—1912 годах служил в Морском генеральном штабе. Последняя должность в штабе — начальник оперативной части (в течение месяца). Выпустил учебник «Морская тактика», воспоминания «На броненосце „Пересвет“». В 1909 году был откомандирован на 4 месяца в должности старшего офицера, на учебный корабль «Император Александр II». В составе Черноморского флотского экипажа[уточнить]. В 1910 году получил вновь учреждённый Золотой знак в память окончания полного курса наук морского корпуса. В 1911 году подарок по чину[уточнить]. 25 марта 1912 года был произведён в капитаны 2-го ранга и назначен на должность старшего офицера на линкор «Иоанн Златоуст» Черноморского флота.
В 1913 году был назначен флагманским артиллерийским офицером штаба командующего Черноморским флотом; дополнительно, с 14 октября 1913 года был назначен командиром строившегося эсминца «Гневный», с которым участвовал в Первой мировой войне; 25 мая 1915 года был произведён в капитаны 1-го ранга, награждён орденом Св. Владимира 3-й степени — за бой с немецким крейсером «Бреслау».
С 18 января по март 1916 года занимал пост командующего 2-го дивизиона эсминцев Черноморского флота; в период 22 марта 1916 — 12 марта 1917 года командовал линкором «Чесма» (бывший «Полтава»). Обеспечил переход корабля из Беркенхеда в Александровск-на-Мурмане (ныне Полярный), Англию покинул 17 декабря 1916 года. На переходе удалось развить ход 14 узлов, после чего начал нагреваться подшипник правой машины. Простояв в Белфасте до 28 декабря, «Чесма» в одиночку отправилась на север, прибыв в порт Романов 3 января 1917 года. Написал мемуары «Следовать в Александровск».
В 1917 году занял должность начальника Главного управления кораблестроения, являясь представителем морского ведомства в Особом совещании по обороне; с 9 июля 1917 по 15 июля 1918 года занимал должность помощника по технической части главнокомандующего Архангельска и Беломорского водного района РККФ. С 15 июля 1918 года — помощник начальника оперативного (с 14 января — 1-го оперативного) отделения Оперативно-мобилизационного отдела МГШ. В 1920—1922 годах руководил морскими путями сообщений на Белом море и в Северном Ледовитом океане; 3 августа 1920 был арестован Архангельской губчека из-за конфликта с комиссаром, но вскоре освобождён.
В 1922 году приказом по флоту и морскому комиссариату № 293 от 12 апреля, «как элемент, несомненно, контрреволюционный», был уволен в бессрочный отпуск с лишением звания командира РККФ. В 1923 году стал работать помощником начальника Центрального управления морским транспортом, в 1924 году работал экономистом, 6 марта 1925 года стал начальником планового отдела Центрального бюро по морскому судостроению.
В марте 1929 года переехал на жительство в Ленинград. В 1930-е годы был арестован, дальнейшая его судьба неизвестна.

## Награды
- орден Св. Анны 3-й ст. с мечами и бантом (14.03.1904)
- орден Св. Владимира 4-й ст. с мечами и бантом
- золотая сабля с надписью «За храбрость» (12.12.1905)
- орден Св. Станислава 2-й ст. с мечами (07.08.1906)
- серебряная медаль в память войны с Японией 1904—1905 годов (1906)
- Золотой знак в память окончания полного курса наук морского корпуса (1910)
- орден Св. Анны 2-й ст. (6.12.1912) и мечи к нему (19.01.1915)
- Светло — бронзовая медаль в память 300—летия Царствования дома Романовых (1913)
- Нагрудный знак защитника крепости Порт—Артур (1914)
- Светло — бронзовая медаль в память 200—летия Гангутской победы (1915)
- орден Св. Владимира 3-й ст. с мечами и бантом (За торпедную атаку на крейсер «Бреслау», проведённую у Босфора в ночь на 29.05.1915) (27.07.1915)
- Французский орден Почетного Легиона кавалерского креста (1916)